# Экман-фьорд
Экман-фьорд (норв. Ekmanfjorden) — фьорд, являющийся одним из ответвлений Ис-фьорда. Ограничен Нур-фьордом на юге, Свеанесетом на западе и Капп Верн на востоке.
Длина фьорда составляет 18 км. Расположен на территории национального парка Нордре Исфьорден. Назван в честь шведского предпринимателя, покровителя искусств и науки, Йохана Оскара Экмана (1812—1907).